# جان-لويس بيتي
جان-لويس بيتي (بالفرنسية: Jean-Louis Petit )‏ (و. 1674 – 1750 م) هو جراح، من فرنسا، ولد في باريس، كان عضوًا في الجمعية الملكية، والأكاديمية الفرنسية للعلوم، توفي في باريس، عن عمر يناهز 76 عاماً.

## التكريم والجوائز
كان بيتي زميلًا في الجمعية الملكية بلندن.